# Temusai
Temusai is een bestuurslaag in het regentschap Siak van de provincie Riau, Indonesië. Temusai telt 1040 inwoners (volkstelling 2010).